# Numerologie

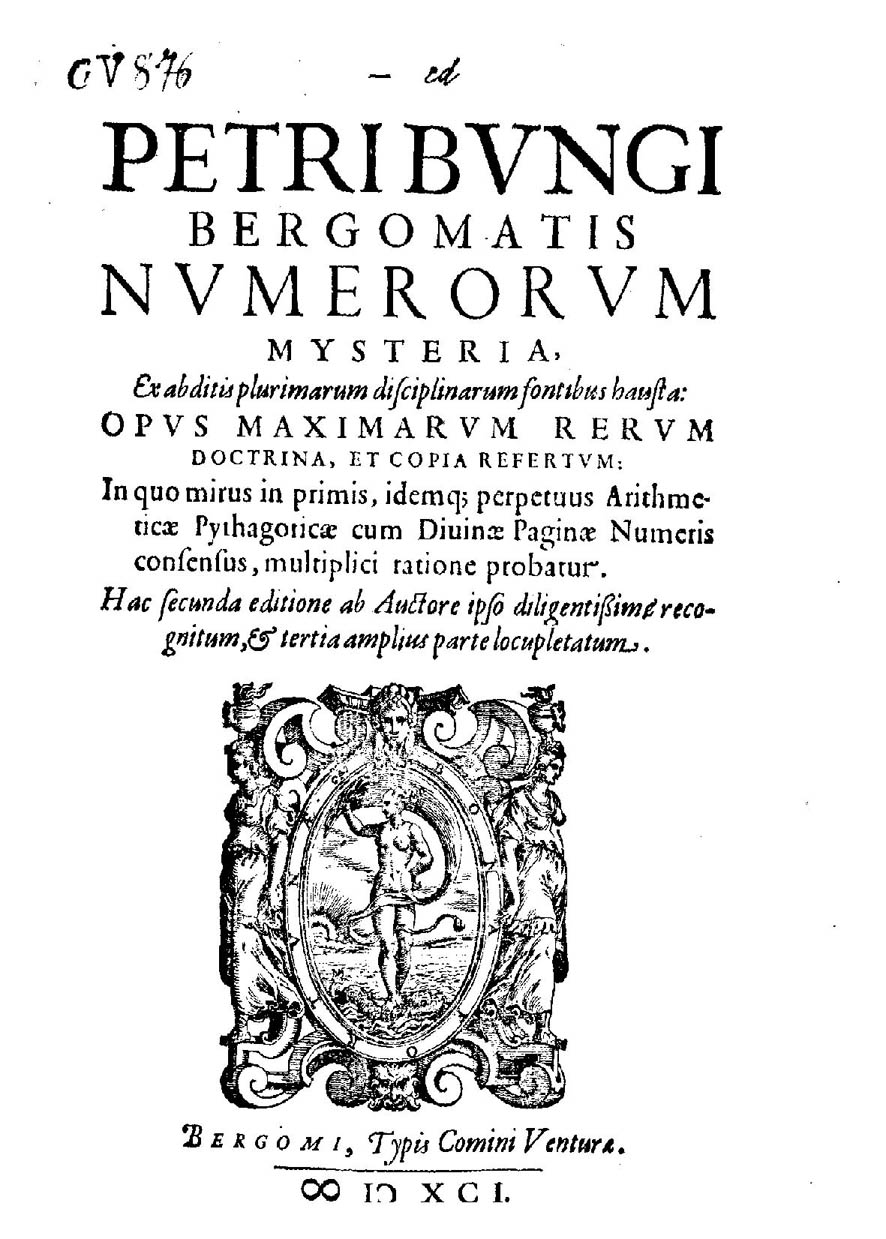
Numerorum mysteria (1591),un tratat despre numerologie de Pietro Bongo și opera sa cu cea mai mare influență în Europa.

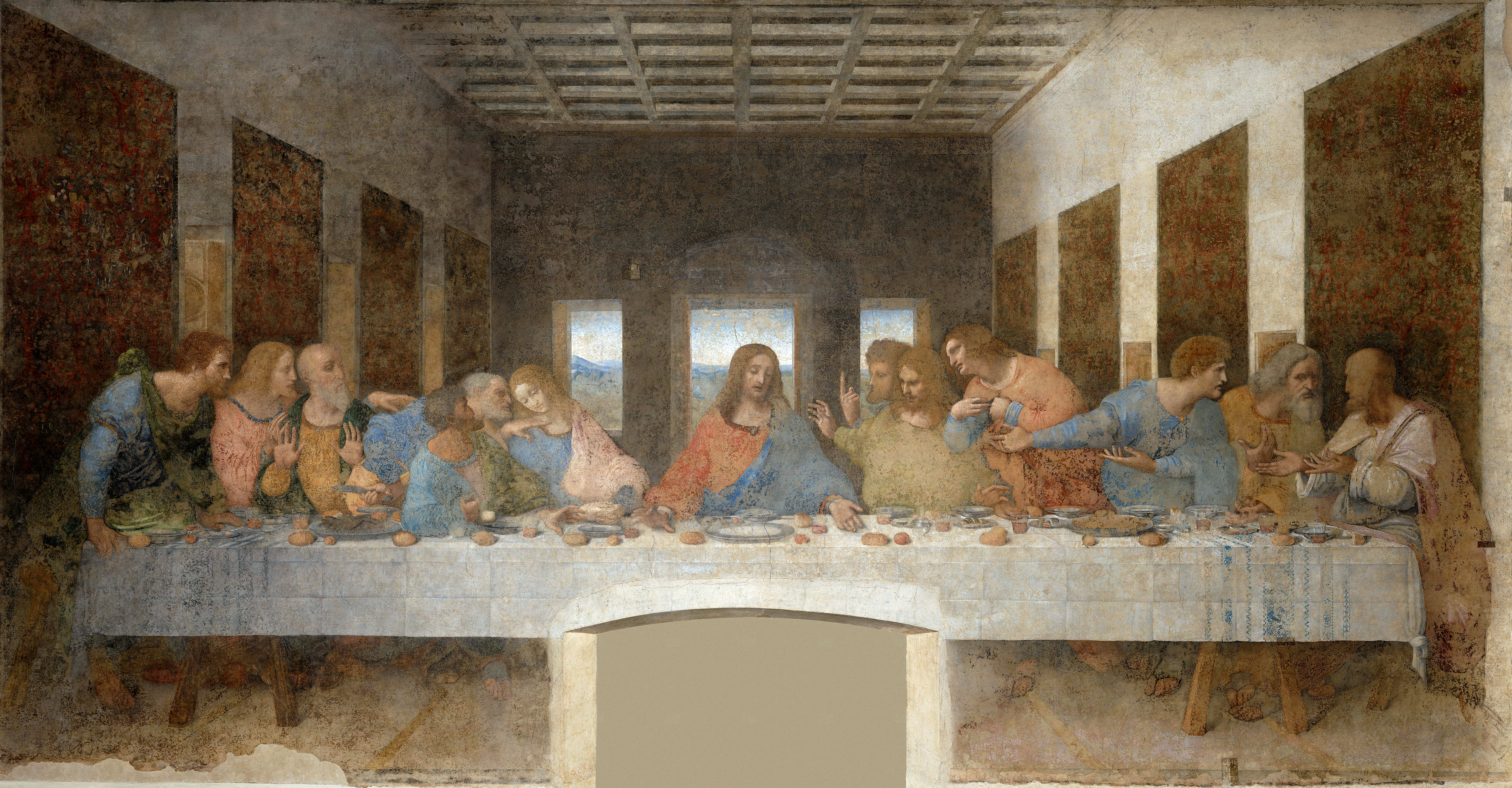
Leonardo da Vinci: Cina cea de taină (1495-1497) Isus cu cei 12 apostoli

Numerologia este disciplina, considerată pseudoștiință, care se ocupă de studiul calitativ al cifrelor, de simbolistica acestora și de relațiile dintre situațiile, contextele, subiectele sau obiectele care dețin în alcătuire măcar o cifră. Astfel, numerologia este o cercetare desfășurată asupra vibrațiilor, iar cifrele de la 1 la 9 reprezintă un set, un ciclu complet de vibrații. 
Numerologia studiază orice formă de relație numerică, de la macrocosmos până la microcosmos, fiind o pseudoștiință  care folosește ca metode de cercetare observația, analiza și sinteza informațiilor, prin metode comparative și interpretative, care nu au dus la rezultate concrete.
În numerologie, numărul este văzut drept o calitate (nu o cantitate), un simbol și reprezintă o vibrație, o influență, o însușire a materiei, a naturii, a vieții, atribuite in general de om. 
Interpretarea numerologică, fiindcă se bazează pe arhetipuri - care sunt modele universale de gândire, percepție și comportament integrate în conștiința colectivă, cu impact durabil asupra modului în care oamenii își construiesc identitatea și se raportează la cei din jur, folosește semnificații pe care diversele civilizații le-au atribuit cifrelor de-a lungul vremurilor, acestea fiind în interdependență cu mediul geografic și spațiul cultural în care oamenii au trăit, acest fapt ilustrând subiectivitatea acestei discipline. Astfel o cifră poate avea mai multe semnificații, fiecare reprezentând straturi diferite de înțelegere culturală a realității obiective. 
Numerologia, ca instrument străvechi de cunoaștere a vieții și a omului ca ființă superioară este extraordinar de vastă. Există diverse școli și curente de numerologie pe glob, fiecare folosind metode proprii, unele dintre acestea fiind profund ezoterice și care cer mult timp și dedicare pentru a le putea învăța, deprinde și folosi la adevărata lor putere și valoare. 
Prin urmare, pentru că diferite sisteme de credințe și tradiții numerologice pot atribui semnificații suplimentare arhetipurilor numerologice, este important să nu fie amestecate diversele filosofii și școli de numerologie, născute în spații geografice și culturale extrem de diferite. 

### Rădăcinile numerologiei
Numerologia se regăsește la toate civilizațiile străvechi. Nimeni nu poate spune cu exactitate când și unde a apărut pentru prima dată. Cunoaștem doar că această știință a ajuns până la noi datorită lui Pitagora, filosof grec din sec. al VI-lea i.e.n., al cărui mesaj esențial era: „Totul este orânduit după număr”. Se consideră că matematicile și numerologia au același părinte: Pitagora.
În numerologie, numărul este văzut drept o calitate (nu o cantitate), o forță, un simbol și reprezintă o vibrație, o influență, o însușire a materiei, a naturii, a vieții.

### Principii și practică
Numerologia își exprimă concluziile analizelor în termeni de predispoziții, înclinații, influențe și predispoziții, tendințe și potențialități.
Numerologul este practicianul care elaborează numerograma (denumită și matricea numerologică, matrița psihoenergoinformativă sau pătratul lui Pitagora) unei persoane/organizații/eveniment și interpretează semnificația cifrelor pentru a înțelege mai bine persoana, sistemul sau faptele analizate și a determina evoluția ulterioară probabilă.

### Matematica și numerologia
În matematică, cifrele sunt văzute ca numere concrete, semne ce indică anumite cantități și unități de măsură. Matematicienii se interesează de valoarea cantitativă a cifrelor.
Numărul concret arată natura unităților ce îl compun: 1 metru, 5 degete, 2 mere, 12 cuvinte etc.
În numerologie, cifrele sunt văzute cu numere abstracte, semne și simboluri ce indică anumite calități.
Număr abstract se exprimă pe el însuși: 1, 5, 2, 12, etc
Puterea științei și a unei dezvoltări rapide și de calitate a omului, cât și a umanității se ascunde în unirea tuturor direcțiilor cunoscute de cercetare. Elementul unificator obligatoriu se constituie din matematică și filosofia matematicilor. Numerologia este o direcție de unificare ce deține în interiorul său atât matematica, cât și aspectele filosofice proprii. 
Tot ce înconjoară omul poate fi descris în primul rând prin cifre - numărul obiectelor, distanțe, mărimi, greutăți, viteze, lungimi de undă, culori, sunete care, în cele din urmă, sunt tot cifre. Fiecare obiect fizic are propriul destin, propria viață, propriul ciclu, sens, rol, funcție și propriul său loc pe coordonatele X, Y și Z.
Cu alte cuvinte se cercetează lumea fizică în întregime. Aici dimensiunile nu au nicio importanță, fie că vorbim de particule extrem de mici, fie că vorbim de planetele Sistemului Solar. Esențele cifrelor sunt aceleași de la micro la macro cosmos.
Totul este analogic. Din analogie cu pasărea am învățat să zburăm, din analogia peștelui am fabricat submarine, orice ar crea omul va avea o analogie în ceva deja existent în Creație. Asta ne face să fim mai atenți la lumea înconjurătoare, la Natură pentru că acolo găsim toate răspunsurile la problemele noastre.

### Simbol și Semn
Pentru un numerolog, toate semnele sunt simboluri, iar toate simbolurile sunt semne.
Diferența dintre simbol și semn este greu de identificat și de explicat, deoarece acestea sunt doar diferite niveluri de viziune asupra lumii.
Totuși, se poate găsi o diferență radicală în esență: aceasta este capacitatea simbolurilor de a purta în ele informații, indiferent de părerile oamenilor.
Semnul a apărut în urma unei înțelegeri că o oarecare formă, un oarecare gest, culoare, sunet sau obiect va însemna ceva anume. După ce părțile s-au înțeles, au ajuns la o înțelegere comună, se vor folosi de semn în conformitate cu înțelegerea și nicidecum altfel. Semnul în sine este ceva lipsit de viață și reprezintă o convenție socială.
Simbolurile, în comparație cu semnele, nu se creează, nu se compun și nu se întăresc prin contract sau înțelegere între două sau mai multe părți, dar se descoperă și se află. Simbolul este încărcat cu informații și are o viață independentă.
Principiul de bază în viziunea simbolică asupra lumii este principiul asemănării, exprimat în cuvintele lui Hermes Trismegistus: „Precum sus așa și jos”, adică Tot ce există sub Ceruri este asemenea Cerurilor.

### Pătratul lui Pitagora, Matrița psihoenergoinformativă, Numerograma, Psiho-matricea
Data de naștere reprezintă un anumit cod pentru fiecare om, care poartă în el toate forțele, capacitățile și calitățile omului.
Ziua, luna și anul nașterii reprezintă trei nivele care, contopindu-se, formează esența omului.
Numerologia este o cercetare desfășurată asupra vibrațiilor, iar cifrele de la 1 la 9 reprezintă un set, un ciclu complet de vibrații. 

## Numere celebre
Numere ajunse celebre sunt acele numere care au intrat în istorie. Prin folosirea diferitelor cifre, evreii au căutat să descifreze voința zeilor. Sunt cunoscute ca semne cabalistice, considerând că numerele posedă atribuții mistice (teorie pseudoștiințifică).
Exemple de numere celebre:
- cifra unu:
  - 1 reprezintă principiul centrifug, activ, masculin. Constituie numărul Divinității: există un singur Dumnezeu

- cifra doi:
  - 2 reprezintă cuplul, perechea, feminitatea inocentă, fragilul, nevoia de protecție, principiul centripet, pasiv

- cifra trei:
  - Sfânta Treime
  - Cei trei crai de la răsărit din creștinism
  - Cei trei sfinți friguroși
  - Cele trei ursitoare din mitologia greacă
  - Cele trei grații
  - Cele trei încercări ale voinicului din basmele populare

- cifra patru:
  - Cei patru evangheliști
  - Anul are patru anotimpuri
  - Cărțile de joc au patru culori
  - Clasele elementare sunt patru la număr
  - În prezent, fizicienii consideră că există patru stări de agregare ale materiei: starea solidă, starea lichidă, starea gazoasă, plasma.

- cifra cinci:
  - Trupul uman are cinci extremități: un cap, două mâini, două picioare.
  - Fiecare mână și picior are câte cinci degete.
  - Cele cinci cărți ale lui Moise
  - Cele cinci elemente asociate din calendarul chinezesc (apa, focul, lemnul, metalul, pământul)
  - Pentatlonul este compus din 5 discipline sportive
  - Cinci colțuri au steaua comunistă și pentagrama

- cifra șapte:
  - Cele 7 păcate de moarte (Avariția, Invidia, Mânia, Aroganța, Desfrâul, Beția, Lenea)
  - Cele 7 virtuți (Dragostea, Credința, Tăria sufletească, Speranța, Inteligența, Cumpătarea, Dreptatea)
  - Cele șapte coline ale Romei (Aventin, Caelius, Capitoliu, Palatin, Viminal, Quirinal, Esquilin)
  - Cei șapte regi legendari romani (Romulus, Abcus Martius, Numa Pompilius, Servius Tulius, Tullus Hostilius, Tarquinius Prisens, Tarquinius Superbus)
  - Cele șapte minuni ale lumii antice (Piramidele, Colosul din Rodos, Templul din Ephesos, Grădinile Semiramidei, Statuia lui Zeus din Olimpia, Farul din Pharos, Mormântul din Halikarnas)
  - Cei șapte înțelepți din vechime (Bias, Solon, Chilon, Thales, Pittakos, Kleobulos, Periander)
  - Cele șapte fiice ale lui Atlas (numite Pleiade)
  - O săptămână este compusă din șapte zile
  - Cele șapte note muzicale: do, re, mi, fa, sol, la, si
  - Cele șapte culori ale curcubeului: roșu, portocaliu, galben, verde, albastru, indigo, violet
  - Buburuza (gărgărița, lat. Coccinella septempunctata) are șapte puncte pe elitre
  - Constelațiile Carul Mare și Carul Mic sunt formate din câte șapte stele

- cifra nouă:
  - Fătul stă 9 luni în pântecele matern
  - Cele nouă muze (Urania, Calliope, Clio, Thalia, Erato, Euterpe, Polyhymnia, Melpomene, Terpsichore)
  - În sistemul solar sunt 9 planete (Mercur, Venus, Pământ, Marte, Jupiter, Saturn, Uranus, Neptun, Pluto)
  - Cele nouă porunci bisericești

- numărul zece:
  - Cele zece porunci
  - 10 reprezintă numărul degetelor de la două mâini
  - Baza sistemului zecimal și a sistemului internațional de măsuri
  - Numărul purtat de fotbaliști ca Pelé, Maradona sau Hagi
  - 10 a fost numărul meșterilor care au ridicat Mănăstirea Argeșului (nouă meșteri mari / cu Manoli zece, care-i și întrece)

- numărul unsprezece:
  - primul dintre numerele magice din numerologie

- numărul doisprezece:
  - Cei 12 apostoli ai lui Isus
  - Cele 12 triburi ale evreilor care au ieșit din Egipt
  - În Olimp locuiau 12 zei grecești de prim rang
  - Anul are 12 luni calendaristice.
  - Zodiacul european are 12 zodii
  - La chemarea lui Buddha s-au prezentat 12 animale și au fost trecute în ordinea sosirii în zodiacul chinezesc

- numărul treisprezece:
  - sfoara egipteană, folosită pentru construcția unui triunghi dreptunghic cu laturile 3-4-5, avea 13 noduri
  - 13 state au semnat Declarația de independență a S.U.A.

- numărul nouăsprezece:
  - în islam, sunt 19 îngeri păzitori ai Iadului

- numărul douăzeci și doi:
  - al doilea dintre numerele magice din numerologie
  - alfabetul ebraic are 22 de litere
  - tarotul are 22 de arcane majore

- alte numere cu o valoare constantă:
  - π=3,1415926... raportul dintre lungimea circumferinței unui cerc și diametrul său
  - e=2,71828... baza logaritmului natural
  - φ=1,618... numărul de aur
  - Numărul lui Avogadro